# The Devil's Circus
 The Devil's Circus és la primera pel·lícula rodada als Estats Units pel director danès Benjamin Christensen (als crèdits amb el nom de Christenson). És un melodrama fet com un gran espectacle, presentant espectaculars números de circ (revista, pallassades, trapezi, ensinistrament de feres, etc.). El tema cristià és molt present, amb aparicions del Diable i evocacions de Déu en moments crucials.

## Argument

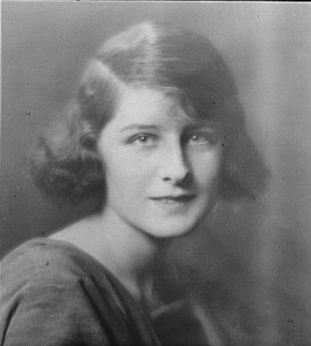
Norma Shearer (anys 1920)

La història es desenvolupa a Europa: Un noi, Carl (Charles Emmett Mack), coneix Mary (Norma Shearer), una òrfena que ha vingut a buscar treball en un circ i comença a anar pel mal camí, quan la sort els separa. Mary continua treballant pel circ, però el perill l'amenaça, en la persona del domador Hugo (John Miljan) i de la seva amiga Yonna (Carmel Myers). Esclata la Primera Guerra mundial, que dispersa tots els personatges.

## Repartiment
- Norma Shearer: Mary
- Charles Emmett Mack: Carl
- Carmel Myers: Yonna
- John Miljan: Hugo
- Claire McDowell: Mrs. Peterson
- Joyce Coad: la petita Anita, la seva filla
- Buddy: el gos ensinistrat